# Die Flamingos
Die Flamingos (französisch Les Flamants) ist ein 1907 oder 1910 entstandenes Gemälde des Malers Henri Rousseau. Das in Öl auf Leinwand gemalte Bild hat eine Höhe von 114 cm und eine Breite von 163,3 cm. Es zeigt eine Urwaldlandschaft an einem Fluss mit bunten Wasserpflanzen und eine Gruppe von Flamingos im Vordergrund, von denen sich der Bildtitel ableitet. Das im für den Künstler typischen naiven Stil gemalte Bild gehört zu Rousseaus Reihe der Dschungelbilder, in denen er seine Phantasie einer exotischen Welt darstellte. Das Gemälde befindet sich in Privatbesitz.

## Beschreibung
« ... flamands roses rêvent au bord du fleuve, près des grandis nénuphars, là-bas s’étendi la forêt et dans une île sont deux petits nègres tout noirs »

Zu den frühesten Beschreibungen des Gemäldes Die Flamingos gehört die Schilderung des Motivs in einem 1912 erschienenen Zeitungsbericht anlässlich einer Ausstellung in der Pariser Galerie Bernheim-Jeune. Der Autor André Warnhold spricht darin von „rosafarbenen Flamingos, die an einem Fluss träumen“. Zudem erwähnt er in der Nähe befindliche hohe Seerosen, einen Wald im Hintergrund und zwei „petits nègres“ (wörtlich: kleine Neger) auf einer Insel. Die offensichtlichen Motive des Gemäldes sind mit dieser kurzen Aufzählung bereits erfasst.
Rousseau zeigt im Bild Die Flamingos eine tropische Flusslandschaft im Querformat, wobei das „leuchtende Blau des Flusses“ etwa das untere Drittel des Bildes ausmacht. Hinter dem breiten Fluss sind entlang einer bildparallelen ockerfarbenen Uferlinie einige hohe dickstämmige Palmen mit dunkelgrünen Zweigen aufgereiht. Dahinter erscheint ein olivgrüner Wald mit dichter Vegetation. Darüber zeigt sich ein wolkenfreier nahezu monochrom-hellblauer Himmel. Die Vegetation des Waldes und der Himmel nehmen ebenfalls jeweils etwa ein Drittel des Bildes ein, sodass sich ein proportionaler Dreiklang der Bereiche Wasser, Erde und Himmel ergibt. Die klar gegliederte Bildordnung kontrastiert hierbei mit dem Sujet der Wildnis eines Urwaldes. Im Vordergrund auf der rechten Seite stehen auf einer sandfarbenen Fläche die titelgebenden Flamingos. Die vier Vögel sind in einer Reihe von links nach rechts der Größe nach aufsteigend angeordnet. Ihre zur Bildmitte ausgerichteten Körper werden jeweils von der Seite gezeigt, während die Haltung des Kopfes und die Stellung der Beine variiert. Ebenfalls in der rechten Bildhälfte findet sich in der Mitte des Flusses eine Sandbank oder Insel. Auf dieser kahlen braunen Fläche befinden sich drei schwarzhäutige Menschen. Zwei stehende Personen sind durch einen weißen Lendenschurz gekennzeichnet. Sie tragen diagonal vor dem Körper je einen langen Stock oder Speer. Links daneben sitzt in dunkler Kleidung eine dritte Person, die mit den Rücken zu den anderen auf einer langen Flöte musiziert. Auf der linken Bildseite finden sich im Vordergrund aus dem Wasser ragende Pflanzen mit langen Stängeln, grünen Blättern und auffälligen weißen, gelben und rosarfarbenen Blüten. Diese Pflanzen wurden von André Warnhold als Seerosen bezeichnet; den Kunsthistoriker Götz Adriani erinnerten die Pflanzen an Arabesken des Jugendstils. Mit den Blättern der Pflanzen assoziierte der Autor Michel Hoog die Form eines menschlichen Mundes, während die Pflanzen für ihn insgesamt wie Traumblumen wirkten. Er und weitere Autoren bemerkten aber vor allem die enorme Größe der Blumen im Vergleich zu den Flamingos im Vordergrund und auch zu den Menschen auf der Sandfläche im Fluss. Adriani sah hier „eine Verkehrung der Proportionen, das heißt eine Minimierung von Tieren und Menschen zugunsten des ungehemmten Wachstums von Blättern und lotusartigen Pflanzen“. Das Gemälde weist den für Rousseau typischen naiven Malstil auf. Es ist links unten mit „Henri Rousseau“ signiert, aber nicht datiert.

## Hintergrund: Vorbilder, Inspirationen und Einordnung in Rousseaus Werk
Über das Leben und Werk von Henri Rousseau gibt es zwar zahlreiche Zeugnisse und Berichte, aber „wir wissen über Rousseau so wenig Exaktes wie über manche Künstler des Mittelalters“, wie sein früher Biograf Wilhelm Uhde feststellte. Hinzu kommen Lücken und Widersprüche in Rousseaus Biografie. Vor diesem Hintergrund ist eine zeitliche Zuordnung seiner Werke teils nur vage möglich. Bekannt ist, dass Rousseau 1893 im Alter von 49 Jahren seinen Dienst als Zollangestellter quittierte, um sich ganz der Malerei zu widmen. Er hatte zuvor vermutlich als Autodidakt mit dem Malen begonnen und wurde dabei durch seinen Nachbarn, den für seine Orientmotive bekannten Maler Félix Auguste Clément, ermuntert. Durch dessen Empfehlung erhielt Rousseau 1884 die Erlaubnis, Kunstwerke im Louvre und weiteren staatlichen Museen kopieren zu dürfen. Auf Anraten des Malers Maximilien Luce stellte Rousseau ab 1886 regelmäßig seine Werke im Salon des Indépendants aus. Seit dieser Zeit gehörten zahlreiche Künstler und Intellektuelle zu seinem Bekanntenkreis. Er war daher nicht künstlerisch isoliert, sondern stand im regen Austausch mit anderen zeitgenössischer Malern. Zu Beginn schuf Rousseau vor allem Porträts und Landschaftsansichten der Pariser Vororte, für die er in seiner Nachbarschaft Kunden fand. Dazu gehört etwa das Motiv Vorstadtgegend (Privatsammlung), eine heimatliche Flusslandschaft, die bereits einen ähnlichen Bildaufbau wie das spätere Gemälde Die Flamingos aufweist.
1891 stellte Rousseau im Salon des Indépendants sein erster Dschungelbild mit dem Titel Surspris! (Überrascht) aus, bei dem es sich wahrscheinlich um das gleichnamige Gemälde in der National Gallery in London handelt. In diesem Bild zeigt Rousseau einen durch dichtes Blattwerk springenden Tiger, während im Hintergrund die Blitze eines Gewitter zu erkennen sind. Dieses eher bedrohlich wirkende Bild unterscheidet sich deutlich von den friedfertig erscheinenden Werken des Künstlers, die er zuvor gemalt hatte. Obwohl das Gemälde von dem jungen Maler Felix Vallotton positiv besprochen wurde dauerte es 13 Jahre, bis Rousseau erneut Urwaldmotive ausstellte. Zwischen 1904 und seinem Tod 1910 zeigte Rousseau eine Reihe weiterer Dschungelbilder, von denen heute insgesamt 26 Werke bekannt sind. Hierzu gehört das großformatige Gemälde Die Schlangenbeschwörerin (Musée d’Orsay, Paris), das Rousseau 1907 im Salon des Indépendants zusammen mit zwei weiteren exotischen Landschaftsbildern ausstellte. Eine dieser exotischen Landschaften könnte das Gemälde Die Flamingos gewesen sein. Dafür sprechen einige motivische Ähnlichkeiten in den Bildern Die Flamingos und Die Schlangenbeschwörerin. Es sind die einzigen Dschungelbilder Rousseaus mit einer offenen Flusslandschaft, während die anderen Urwaldbilder im Vordergrund eine dichte Vegetation aufweisen. Zudem finden sich in beiden Bildern exotische Vögel – bei der Schlangenbeschwörerin ist es ein Löffelreiher.
Zu den exotischen Motiven in Rousseaus Werk gibt es die zu seinen Lebzeiten entstandene Legende, er habe in den 1860er Jahren als französischer Soldat in Mexiko gedient. Diese Geschichte wurde von Rousseaus Freunden, dem Schriftsteller Guillaume Apollinaire und seinem Biograf Wilhelm Uhde verbreitet. Gegen Ende seines Lebens räumte Rousseau ein, „nie weiter gereist zu ein, als zu den Treibhäusern des Botanischen Gartens“ in Paris. Tatsächlich war er in der fraglichen Zeit in den 1860er Jahren wegen Diebstahls kurzzeitig inhaftiert und danach für einige Jahre als Soldat in Angers stationiert. Da er nie im Ausland war, waren ihm auch keine eigenen Seherfahrungen in einem tropischen Land als Inspiration für das Gemälde Die Flamingos möglich.
Rousseaus Begeisterung für exotische Motive wurde möglicherweise bereits durch die Orientmotive seines Nachbarn Clément beeinflusst. Auch wenn Rousseau als Autodidakt gilt, ist in seinen Dschungelbildern der Einfluss anderer Maler erkennbar. So finden sich Motive aus den Gemälden von Jean-Léon Gérôme, Eugène Delacroix und Charles Verlat in den Bildern von Rousseau wieder. Beim Gemälde Die Flamingos gibt es eine bildnerische Verwandtschaft zu den Werken des niederländischen Barockmalers Frans Post. Dieser hatte von 1637 bis 1644 zusammen mit Johann Moritz von Nassau Brasilien bereist und seine Eindrücke von der dortigen Landschaft in zahlreichen Gemälden festgehalten, die später in den Besitz des französischen Königs Ludwig XIV. gelangten. Acht dieser Gemälde befanden sich zu Rousseaus Lebzeiten im Pariser Musée national de la Marine, wo sie Rousseau gesehen haben könnte. So malte Post im Gemälde Der Ochsenkarren. Brasilianische Landschaft (heute Louvre, Paris) dunkelhäutige Eingeborene an einem Fluss, ein Motiv, dass sich auch im Bild Die Flamingos wiederfindet.
Die wesentlichen Eindrücke und Vorlagen für seine Dschungelbilder sammelte Rousseau aber vor allem im zeitgenössischen Paris. Dort sah er Tiere von fremden Kontinenten als Präparate im Muséum national d’histoire naturelle und zudem lebende Tiere in der Ménagerie du Jardin des Plantes. In den benachbarten Gewächshäusern des Jardin des Plantes fand Rousseau die üppige Vegetation, die Vorbild für seine Dschungelbilder wurde. Hinzu kamen Besuche der Pariser Weltausstellungen von 1889 und 1900, wo er sich von den dort gezeigten Exponaten und der Präsentation außereuropäischen Kulturen beeindrucken ließ. So zeigte die Schau von 1889 neben einem ägyptischen Tempel und einer mexikanischen Kultstätte, erstmals ein nachgebautes afrikanisches Dorf samt den aus ihrer Heimat nach Paris verbrachten kolonialen Einwohnern. Die in den Weltausstellungen gezeigten Inszenierungen des Fremden reihen sich in andere publikumswirksame Darstellungen ein, etwa den Dioramen, Panoramen oder Panoptiken dieser Zeit. Für Rousseau waren solche theatralischen Montagen wichtige Vorlagen für seine Werke. Die zur Schau gestellten Einwohner aus den Kolonien wurden in Rousseaus Bildern zu Staffagefiguren. So zeigt er beispielsweise wiederholt Menschen mit dunkler Hautfarbe, im Bild Die Flamingos ebenso wie im Motiv Die Bananenernte (Yale University Art Gallery, New Haven). Hinzu kamen literarische Darstellungen und illustrierte Geschichten in Zeitschriften. Beliebt waren auch thematische Bilderalben, wobei für Rousseau vor allem das Fotoalbum Bêtes sauvages eine wiederholte Quelle der Inspiration war. Dieses um 1900 vom Kaufhaus Galeries Lafayette herausgegebene Album umfasste rund 200 Fotografien von Tieren aus zoologischen Gärten. In Rousseaus Atelier befand sich nachweislich ein Exemplar dieses Albums, in dem es eine Darstellung von Flamingos gab, die Rousseau als Vorlage für die Darstellung der Tiere im Gemälde Die Flamingos diente.
All diese Eindrücke von Menschen, Pflanzen und Tieren fügte Rousseau collagenartig zusammen. Dabei bildete er nicht die Wirklichkeit ab, sondern fügte Elemente zusammen, die „in Wirklichkeit keinen gemeinsamen Lebensraum teilen“. Rousseaus Gemälde illustrieren vielmehr seine Vorstellung des Paradieses. Für Adriani bleibt Rousseaus Ansicht „auf die Idylle eines säkularisierten, kolonialen Garten Eden distanziert. Ihm haftet nichts Schwärmerisches an, seine Lakonik schließt jede Sehnsucht aus.“

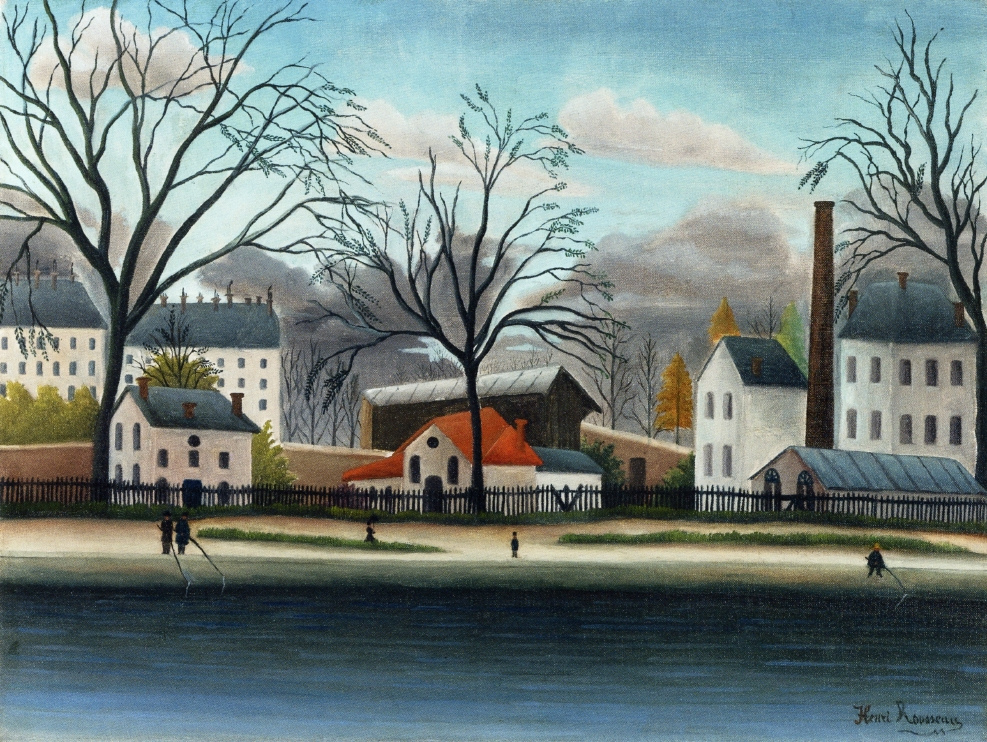
Henri Rousseau: Vorstadtgegend
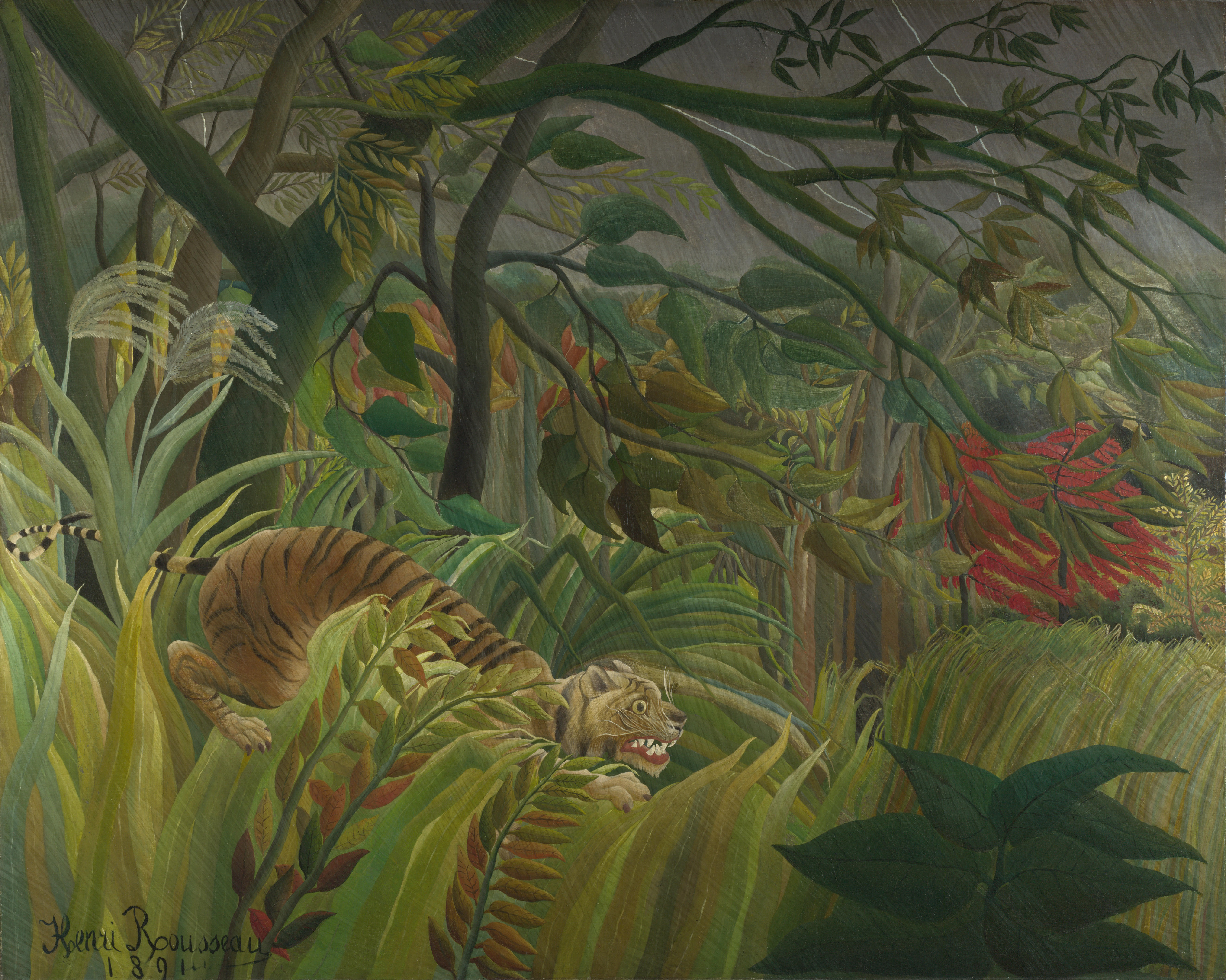
Henri Rousseau: Surspris!
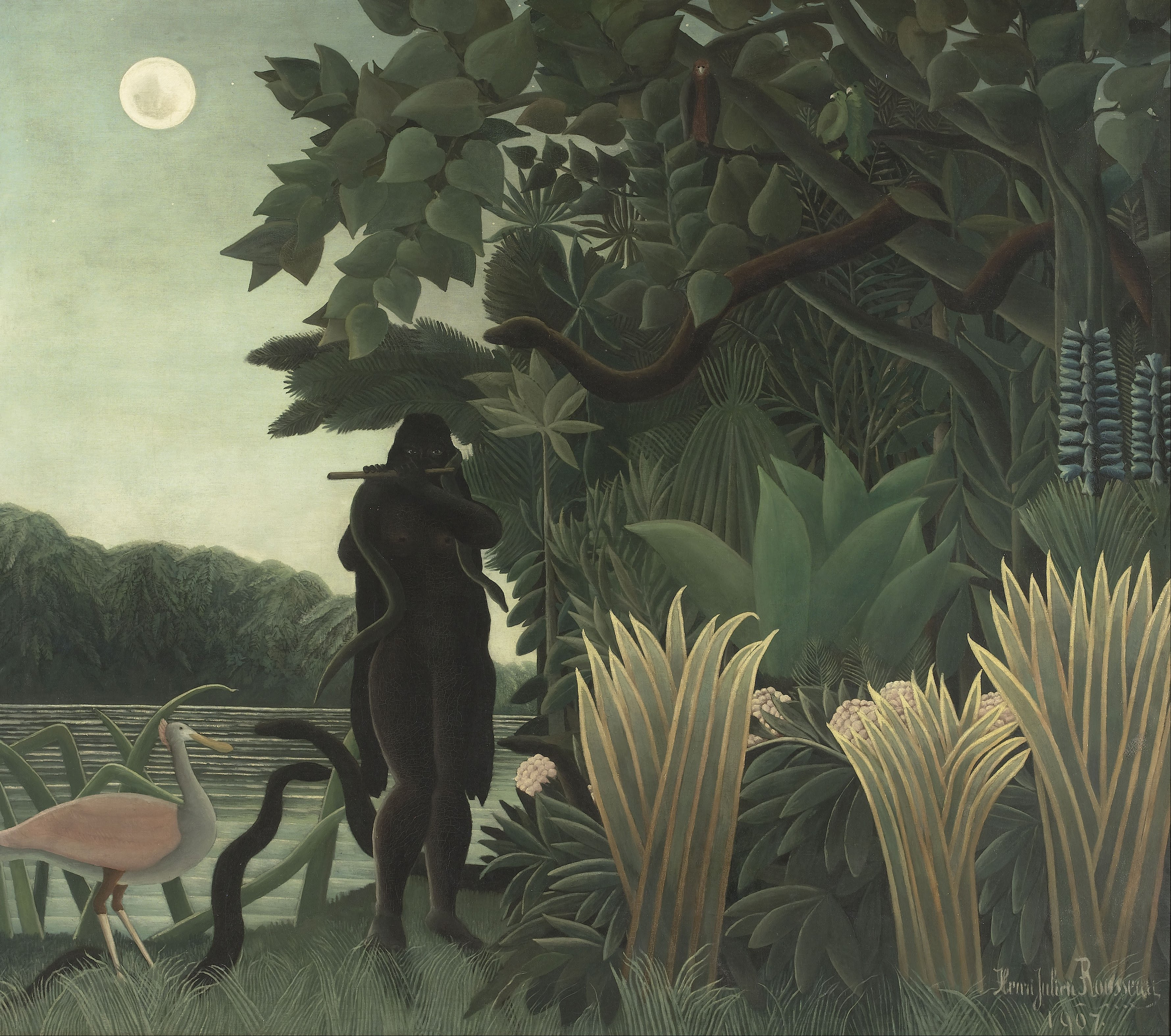
Henri Rousseau: Die Schlangenbeschwörerin
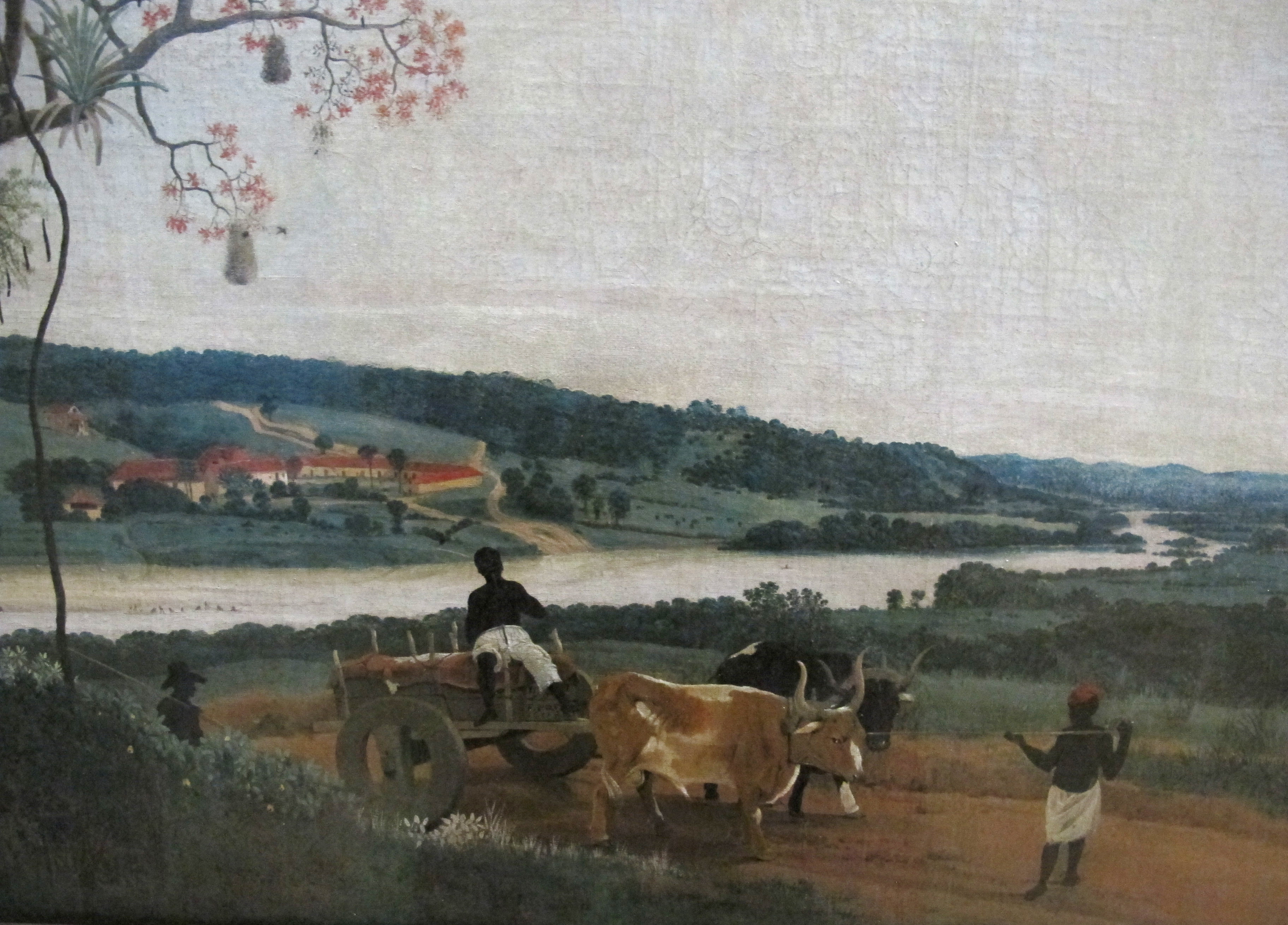
Frans Post: Der Ochsenkarren. Brasilianische Landschaft
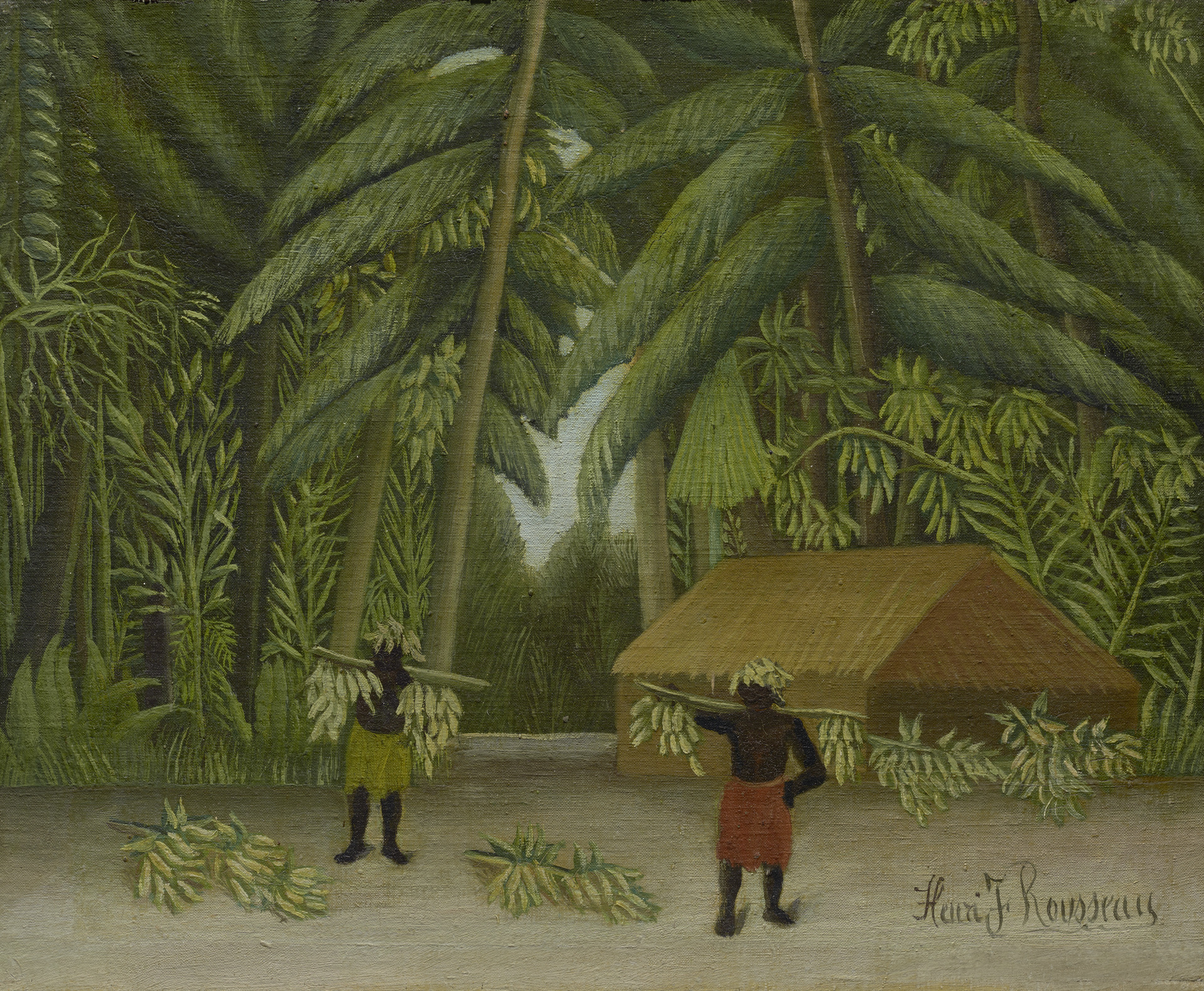
Henri Rousseau: Die Bananenernte
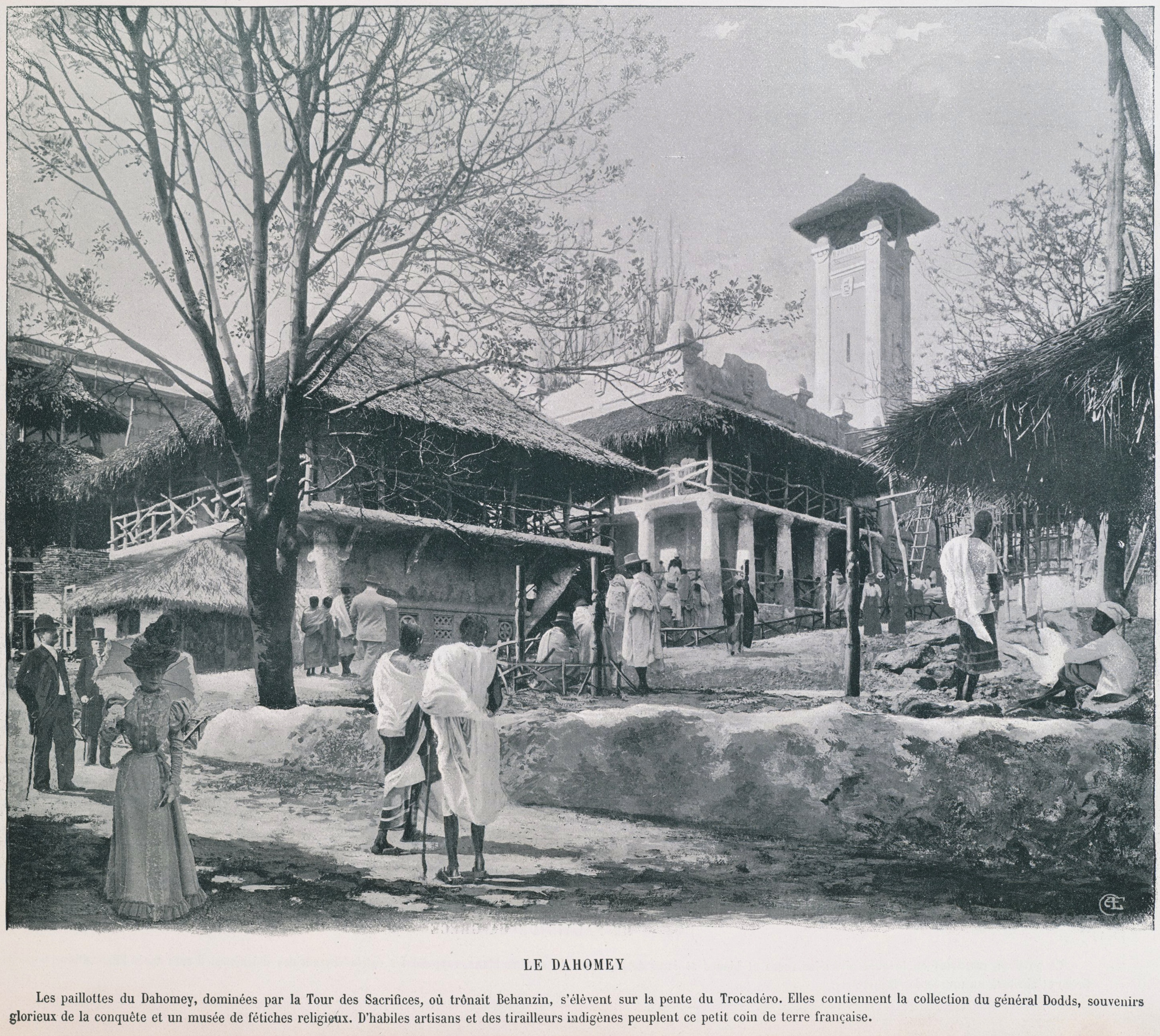
Weltausstellung 1900, Pavillon und Einwohner der Kolonie Dahomey (heute Benin)
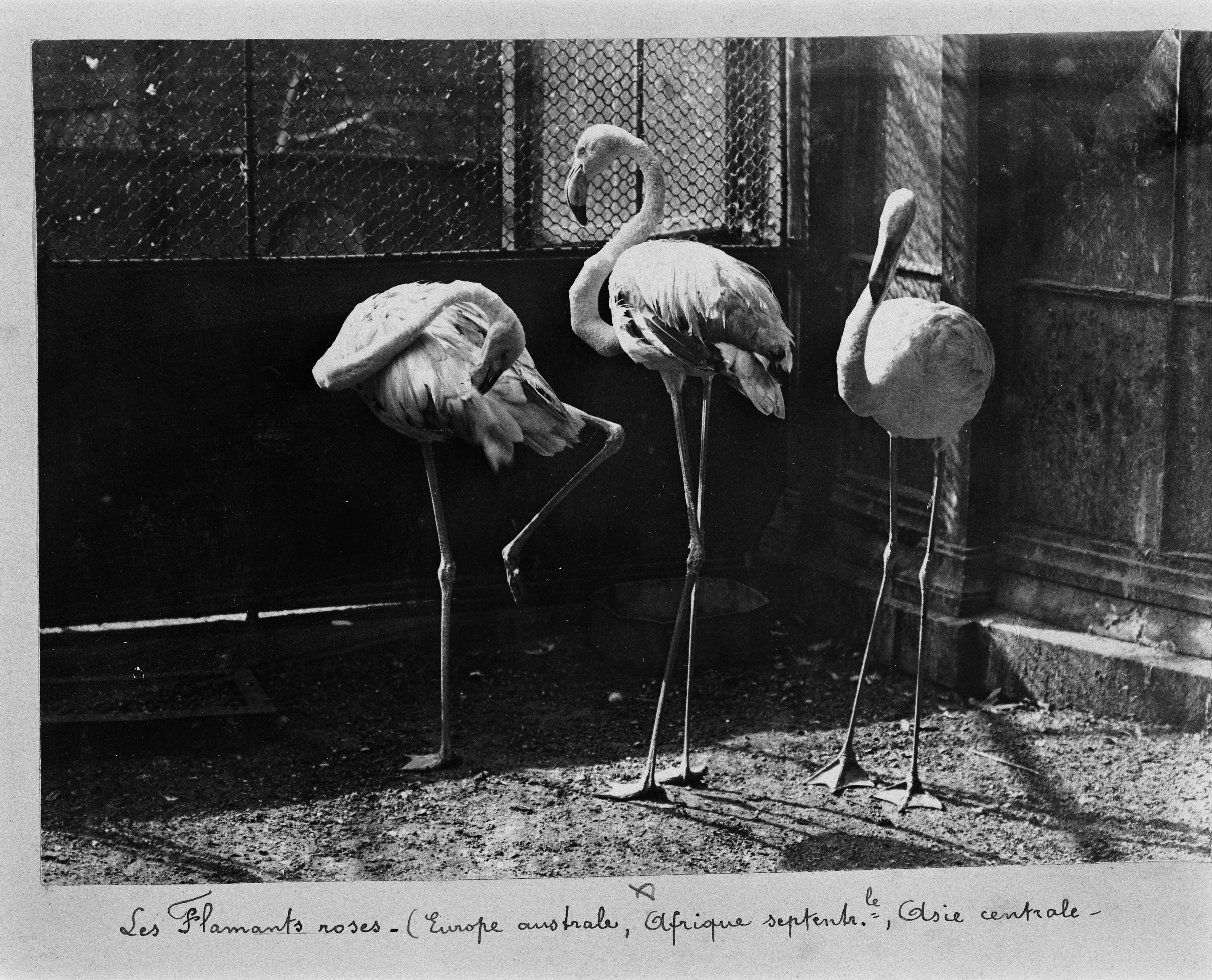
Frères Séeberger: Flamingos im Pariser Jardin des Plantes, Aufnahme von 1905
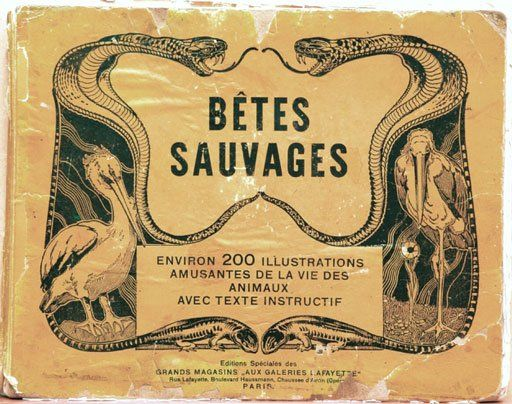
Titelblatt des Fotoalbums Bêtes sauvages, um 1900

## Provenienz
Rousseau verkaufte das Bild Die Flamingos vermutlich 1910 an den zeitweilig in Paris lebenden deutschen Kunsthändler und -schriftsteller Wilhelm Uhde, der das Gemälde 1912 als La forêt vierge (Regenwald) zur Retrospektive des Künstlers in der Galerie Bernheim-Jeune auslieh. Danach gelangte das Bild in die Sammlung von Paul und Lotte von Mendelssohn-Bartholdy. Das Paar hatte in den ersten Jahrzehnten des 20. Jahrhunderts in Berlin eine bedeutende Sammlung moderner Kunst zusammengetragen, zu der auch mehrere Werke von Rousseau gehörten. Nach der Scheidung des Paares 1927 teilten sie ihre Kunstsammlung auf; Paul von Mendelssohn-Bartholdy wurde nun alleiniger Besitzer des Gemäldes Die Flamingos. Er heiratete 1927 in zweiter Ehe Elsa Lucy Emmy Lolo von Lavergne-Péguilhen, die nach seinem Tod 1935 seine Kunstsammlung erbte. Die Witwe heiratete 1940 Max Graf von Kesselstatt und lebte später als Elsa Gräfin von Kesselstadt in Vaduz. Sie verkaufte das Gemälde Die Flamingos am 2. September 1949 an den Zürcher Kunsthändler Walter Feilchenfeldt, der das Bild umgehend an die gemeinsam handelnden New Yorker Galerien M Knoedler & Co und Rudolf J. Heinemann weiterverkaufte. Im Oktober 1949 erwarb die New Yorker Sammlerin Joan Whitney Payson das Gemälde. Nach ihrem Tod 1975 ging das Werk zunächst in den Besitz ihres Mannes Charles Shipman Payson über, nach dessen Tod 1985 erbte die gemeinsame Tochter Payne Whitney Middleton das Bild. Sie behielt das Bild bis zu ihrem Tod im Januar 2023. Ihre Erben ließen das Gemälde am 11. Mai 2023 in der New Yorker Filiale des Auktionshauses Christie’s versteigern, wo es für 43.535.000 US-Dollar an einen unbekannten Bieter ging. Dies war der bisher höchste Auktionspreis, der bisher für ein Gemälde von Henri Rousseau bezahlt wurde.

## Ausstellungen
Obwohl sich das Gemälde Die Flamingos stets in Privatbesitz befand, war es seit seiner Entstehung häufig in öffentlichen Ausstellungen zu sehen. Zunächst zeigten private Galerien das Bild im Rahmen von Retrospektiven des Malers; später präsentierten Museen das Bild neben Ausstellungen zum Gesamtwerk auch in thematischen Schauen – etwa zu den Dschungelbildern des Künstlers.
- 1912 – Henri Rousseau, Galerie Bernheim-Jeune, Paris
- 1926 – Henri Rousseau, Galerie Alfred Flechtheim, Berlin
- 1931 – Henri Rousseau, Galerie Marie Harriman, New York
- 1956 – Pictures Collected by Yale Alumni, Yale University Art Gallery, New Haven
- 1961 – Henri Rousseau, dit Le Douanier, Galerie Charpentier, Paris
- 1980 – The Joan Whitney Payson Collection, Kyoto Municipal Museum, Kyoto
- 1980 – The Joan Whitney Payson Collection, Isetan Museum of Art, Tokio
- 1984–1985 – Le Douanier Rousseau, Galeries nationales du Grand Palais, Paris
- 1985 – Henri Rousseau, Museum of Modern Art, New York
- 2001 – Henri Rousseau: Der Zöllner, Grenzgänger zur Moderne, Kunsthalle Tübingen, Tübingen
- 2005–2006 – Henri Rousseau: Jungles in Paris, Tate Gallery of Modern Art, London
- 2006 – Henri Rousseau: Jungles in Paris, National Gallery of Art, Washington, D.C.